# Heaven Can Wait (canción de Michael Jackson)
Heaven Can Wait (el cielo puede esperar) es una canción que hace parte del disco Invincible, del cantante estadounidense Michael Jackson. Es una balada compuesta por Michael Jackson, Teddy Riley, Andreano Heard, Nate Smith, Teron Beal, E. Laues y K. Quiller.
Fue producida por Michael, Teddy Riley, Andreano "Fanatic" Heard y Nate Smith y grabada en los estudios Future Recording y en The Hit factory/ Criteria de Miami. Teddy Riley, Bruce Swedien y George Mayers fueron los encargados de las mezclas.
La canción recibió críticas mixtas de los críticos especializados en música. Mark Anthony Neal, de SeeingBlack.com elogió la canción, diciendo: "El Cielo Puede Esperar ofrece sin duda una de las mejores interpretaciones vocales de Jackson desde el Thriller".
Robert Hilburn de Los Angeles Times dijo que la canción era "un cuento acerca de alejarse de un ángel que viene a llevarlo al cielo porque quiere quedarse con su querida.
El 27 de abril de 2002, la canción alcanzó el puesto número setenta y dos en el Billboard Hot R & B/Hip-Hop.

## Significado
Heaven can wait significa "el cielo (de paraiso) puede esperar".

## Otras fuentes

### Álbumes de música
Invincible, Michael Jackson, 2001. Epic.
- Datos: Q854276